# Багалій-Татаринова Ольга Дмитрівна
Багалій-Татаринова Ольга Дмитрівна (7 жовтня 1890, Харків — 19 вересня 1942, Харків) — український історик, архівіст, бібліограф, бібліотекознавець. Донька академіка Дмитра Багалія, його секретар і помічниця.

## Життєпис
Народилася в Харкові в родині професора Харківського університету, вченого-історика Дмитра Багалія та його дружини Марії, уродженої Олександрович. Сім'я мала четверо дітей: Наталія (1888–1968), Ольга (1889–1942), Олександр (помер у 5-річному віці) та Марія (1899–1920). Родина мешкала на Технологічній вулиці (нині — вулиця Багалія), де й нині живуть нащадки Багаліїв.
У 1907 р. Ольга разом із сестрою Наталею закінчила харківську гімназію, в 1914 р. — історичне відділення історико-філологічного факультету Вищих жіночих курсів у Москві.
У 1918 році Ольга Багалій одностайно було обрано в члени Харківської громадської бібліотеки (ХГБ) шляхом прямого балотування. Цього ж року Ольга Дмитрівна закінчила тримісячні курси бібліотекарів та почала працювати бібліографом у ХГБ. Також обіймала посади бібліотекаря у кабінеті для читання (1921–1922) та консультаційного відділу. Пізніше, у 1924 р., була заступником завідувача консультаційно-бібліографічного відділу Б. О. Боровича та науковим співробітником бібліотеки.
У 1920–1925 — асистент кафедри російської історії, завідувач кабінетом історії України Харківського інституту народної освіти. Читала курси історіографії Росії та історію соціальних рухів у Росії. 
У 1922–1927 — архівістка (з перервою) Харківського історичного архіву. Впорядковувала, описувала і виявляла документи з історії масонства, декабристів на Слобідській Україні, військових поселень у Південній Україні в першій половині XIX століття.
Одночасно в 1922–1925 — аспірантка, 1925–33 — секретар історичної секції, науковий співробітник Харківської науково-дослідної кафедри історії української культури (з 1930 — Інститут) імені академіка Дмитра Багалія.
У 1928–1929 рр. О. Д. Багалій-Татаринова обіймала посаду завідувачки відділу «Україніка», створеного її батьком за часів, коли він був головою правління Харківської громадської бібліотеки (ХГБ).
У 1930–1934 — позаштатна співробітниця Комісії для вивчення соціально-економічної історії України XVIII–XIX століть у зв'язку з історією революційної боротьби (голова — академік Дмитро Багалій, керівник — професор О. Оглоблин, вчений секретар — Н. Полонська-Василенко).
З 1932 року після смерті батька описувала і впорядковувала його архів, була одним з організаторів видання його творчої спадщини у 15 томах (проєкт не був реалізований).
У 1934–1935 — наукова співробітниця Інституту Тараса Шевченка.
Не маючи стабільної роботи, після кампанії «чисток» у наукових установах, Ольга Дмитрівна працювала лаборантом на історичному факультеті Харківського університету (1935).
З 1935 року Ольга Багалій працювала провідним бібліографом Центральної наукової бібліотеки (ЦНБ) Харківського університету.
У 1941 р. Ольга Дмитрівна закінчила роботу над дисертацією, але в умовах окупації міста захистити її не мала змоги.
З кінця 1941 р. (після евакуації вишу) і до кінця життя обіймала посаду заступника директора з наукової роботи ЦНБ.
Завдяки тому, що у 1942 році О. Д. Багалій входила до складу комісії з «очищення фондів» під час кампанії з вилучення культурних цінностей України, бібліотека університету не втратила фонд рукописів, стародруків, раритетних видань.
Впродовж 1936–1941 років співпрацювала з Інститутом української літератури АН УРСР.
Після втечі сталінських військ з України, під час Німецько-радянської війни, включилася у громадську роботу. На початку 1942 року була зарахована до групи істориків і архівістів ВУАН на чолі з В. Міяковським для написання історії архівної справи в Україні.
Померла в Харкові внаслідок автокатастрофи.

## Твори
- До джерел про декабристський рух на Україні. «Архівна справа», 1926, кн. 2/3;
- Записки І. Є. Бецького про лютневі дні 1848 р. в Парижі. Там само, 1927, кн. 2/3;
- Нариси з історії військових поселень на Україні. «Наукові записки Науково-дослідчої катедри історії української культури», 1927, № 6;
- Нариси з історії військових поселень на Україні [Архівовано 1 грудня 2017 у Wayback Machine.] // Ювілейний збірник на пошану академіка Дмитра Івановича Багалія з нагоди сімдесятої річниці життя та п'ятдесятих роковин наукової діяльності. — К.: З друкарні Української Академії наук, 1927
- Матеріали до історії декабристського руху на Україні. В кн.: Нариси з соціально-економічної історії України, т. 1. К., 1932;
- Матеріали до історії польського повстання на Правобережній Україні 1863 року. «Архівна справа», 1933, № 7/8 [у співавт.].
- Історія військових поселень в Україні. Із неопублікованої спадщини. — Харків, 2007. — 348 с. — ISBN 978-966-2918-32-8.